# Richard Roy
Pour les articles homonymes, voir Roy.
Richard Roy est un réalisateur, acteur et scénariste québécois.

## Filmographie

### Comme réalisateur
- 1988 : Transit (en) (court métrage)
- 1990 : Moody Beach
- 1996 : Caboose
- 1997 : Le Masque (série TV)
- 2000 : Café Olé
- 2002 : Le Dernier chapitre : La Suite (The Last Chapter II: The War Continues) (feuilleton TV)
- 2003 : Deception (vidéo)
- 2004 : Piège pour une mère (A Deadly Encounter) (TV)
- 2005 : Coupable de séduction (Crimes of Passion) (TV)
- 2005 : Forbidden Secrets (TV)
- 2006 : Le Frisson du crime (TV)
- 2008 : Mon identité volée (TV)
- 2011 : Frisson des collines

### Comme acteur
- 1989 : Trois pommes à côté du sommeil : Le client du Varimag
- 2004 : Irish Eyes : Marvin

### Comme scénariste
- 1990 : Moody Beach
- 1996 : Caboose